# Tommy Bryant
Thomas Bryant (21 de mayo de 1930 - 3 de enero de 1982) fue un contrabajista de jazz estadounidense.
Creció en una familia de músicos en Filadelfia; su madre era directora de coro, su hermano Ray Bryant era pianista y otro hermano, Len Bryant, es vocalista y baterista.  Tommy Bryant comenzó a tocar el bajo a la edad de 12 años y tocó en muchos grupos locales, incluido el de Billy Krechmer . A finales de la década de 1940, Bryant se unió a la banda de Elmer Snowden, permaneciendo allí hasta 1952, cuando realizó un período de servicio durante la guerra de Corea. En 1956 regresó y formó su propio trío, aunque es más conocido por su trabajo con músicos como Jo Jones (1958), Charlie Shavers (1959), Roy Eldridge, Dizzy Gillespie, Barney Wilen, Benny Golson, Big Joe Turner y Coleman Hawkins. En los últimos diez años de su vida tocó en la banda que siguió a The Ink Spots.
También grabó con Mahalia Jackson bajo el nombre de Tom Bryant. 

## Discografía
Con Ray Bryant
- Ray Bryant Plays (Signature, 1959)
- Little Susie (Columbia, 1960)
- Groove House (Sue, 1963)
- Soul (Sue, 1965)

Con Dizzy Gillespie
- Duets (Verve Records, 1957)
- The Greatest Trumpet of Them All (Verve, 1957)
- Sonny Side Up (Verve, 1957) - with Sonny Rollins and Sonny Stitt

Con Benny Golson
- Gone with Golson (New Jazz Records, 1959)

Con Jo Jones
- One Key Up (Vanguard, 1955)
- Jo Jones Plus Two (Vanguard, 1959)
- Jo Jones Trio (Everest, 1959)

Con Hank Mobley, Curtis Fuller, Lee Morgan y Billy Root
- Monday Night at Birdland (Roulette, 1958)
- Another Monday Night at Birdland (Roulette, 1959)

Con Elmer Snowden
- "Harlem Banjo" (Riverside Records, 1960)
- "Saturday Night Fish Fry" (Fontana Records, 1962)

Con Roy Eldridge
- The Nifty Cat (New World Records, 1970)

Con Barney Wilen
- Newport `59  (Fresh Sound Records, 1959)